# David Gladwell
David Gladwell (Gloucester, 2 d'abril de 1935) és un editor i director de cinema britànic. Afeccionat al cinema des de jovenet, es va graduar al Gloucester Art Cinema i va iniciar els seus treballs influïts pel Free Cinema britànic en curtmetratges i en documentals de caràcter social. Es va iniciar com a muntador a les pel·lícules If... (1968) i El millor dels mons possibles (1973), ambdues dirigides per Lindsay Anderson. El 1981 va debutar com a director amb l'adaptació de la novel·la homònima de Doris Lessing Memoirs of a Survivor, protagonitzada per Julie Christie.

## Filmografia

### Com a muntador
- 1968: If... de Lindsay Anderson
- 1970: Bombay Talkie de James Ivory
- 1973: El millor dels mons possibles de Lindsay Anderson
- 1985: Nineteen Nineteen de Hugh Brody
- 1989: Lost Angels de Hugh Hudson
- 1994: A Man You Don't Meet Every Day d'Angela Pope

### Com a director
- 1955 : A summer Discord (curtmetratge)
- 1958 : Miss Thompson Goes Shopping
- 1964 : The Great Steam Fair
- 1964 : An Untitled Film
- 1965 : 28b Camden Street
- 1967 : Port Health
- 1967 : Dance
- 1969 :New Ways At Northgate
- 1970: Aberdeen by Seaside and Deeside
- 1971 : Demolition
- 1975: Requiem For A Village
- 1981: Memoirs of a Survivor
- 1985 : Earthstars (curtmetratge televisiu)